# フマル酸ヒドラターゼ
フマル酸ヒドラターゼ(fumarate hydratase, FH)またはフマラーゼ(fumarase)はクエン酸回路を構成する酵素の1つで、フマル酸とリンゴ酸の相互変換を触媒する除去付加酵素である。
(S)-リンゴ酸 {\displaystyle \rightleftharpoons } フマル酸 +  H2O

## 分類
四次構造や熱安定性の観点から、進化的起源の異なる2つに分類されている。
クラス1
ホモ2量体の鉄硫黄タンパク質で熱失活しやすい。原核生物に多く、真核生物でも幅広く存在しているが脊椎動物や真菌には知られていない。
クラス2
4量体で熱に対して比較的安定。鉄イオンを要求しない。真正細菌、古細菌、真核生物いずれにも知られている。